# (14600) Gainsbourg
(14600) Gainsbourg est un astéroïde de la ceinture principale.

## Description
(14600) Gainsbourg est un astéroïde de la ceinture principale. Il fut découvert le 21 septembre 1998 à observatoire de La Silla par Eric Walter Elst. Il présente une orbite caractérisée par un demi-grand axe de 2,61 UA, une excentricité de 0,21 et une inclinaison de 4,5° par rapport à l'écliptique.
Il est nommé d'après Serge Gainsbourg,  auteur-compositeur-interprète français, connu entre autres pour sa chanson Sous le soleil exactement. 